# Khozayka
Khozayka é uma novela do escritor russo Dostoiévski escrita em 1847. A primeira parte foi originalmente publicado no jornal Otetchestvennye Zapiski (em russo:  Отечественные записки - "Anais da Pátria") em outubro de 1847, e a segunda parte veio a público em novembro.
Situado em São Petersburgo, conta a história de um jovem sem destino, Vasily Mikhailovich Ordínov, e seu amor obsessivo por Katerina, esposa de um velho sombrio  de quem Ordynov acredita ser um místico maligno. A história tem ecos do folclore russo e pode conter referências autobiográficas. Em seu tempo A Senhoria teve uma recepção fria, contudo mais recentemente é vista como única na obra de Dostoievski. 